# Petr Krčál
Petr Krčál (* 20. srpna 1964 Velké Meziříčí) je český politik a sociální pedagog, krátce ministr práce a sociálních věcí ČR ve druhé Babišově vládě (od června do července 2018), v letech 2016 až 2017 postupně náměstek ministryně práce a sociálních věcí ČR a ministra pro lidská práva, rovné příležitosti a legislativu ČR, v letech 2008 až 2016 radní a zastupitel Kraje Vysočina, bývalý radní a zastupitel obce Polnička na Žďársku, člen SOCDEM.

## Život
Po absolvování Středního odborného učiliště strojírenského ve Žďáru nad Sázavou pracoval v letech 1979 až 1986 jako technik ve Žďárských strojírnách a slévárnách Žďár nad Sázavou. V letech 1986 až 1988 si doplnil maturitu na oboru strojní zpracování kovů na středním odborném učilišti elektrotechnickém. V roce 1989 si dodělal ještě půlroční kurz psychologie, sociologie, politologie a řízení podniku.
Po sametové revoluci pak mezi lety 1989 až 1996 předsedal Koordinačnímu centru Mládí Vysočiny Žďár nad Sázavou. V roce 1998 začal soukromě podnikat v oblasti ekonomického a organizačního poradenství. Působil rovněž jako asistent poslance za Českou stranu sociálně demokratickou Karla Černého. V letech 2003 až 2007 byl tajemníkem náměstka ministra obrany ČR a poradcem ministra obrany ČR.
Mezi roky 2003 až 2007 získal i vysokoškolské vzdělání, a to v oboru sociální pedagogika na Univerzitě Tomáše Bati ve Zlíně a na Institutu mezioborových studií Brno. V letech 2007 až 2009 přidal navíc obor andragogika a řízení lidských zdrojů na Univerzitě Jana Amose Komenského v Praze. V červenci 2018 bylo odhaleno plagiátorství v Krčálově bakalářské práci, a následně rovněž plagiátorství v diplomové práci.
Petr Krčál je ženatý a má tři dcery.

## Politické působení
Těsně před listopadem 1989 vstoupil do KSČ, podle svých slov kvůli práci s mládeží. V roce 1996 se stal členem České strany sociálně demokratické (od roku 2023 Sociální demokracie), kde působil jako tajemník a později předseda Okresního výkonného výboru ČSSD Žďár nad Sázavou, v letech 2009–2013 byl statutárním místopředsedou Krajského výkonného výboru ČSSD Kraje Vysočina. Od roku 2013 je předsedou Krajského výkonného výboru SOCDEM Kraje Vysočina. V letech 2012–2014 byl také členem Předsednictva ČSSD.
Do politiky se pokoušel vstoupit, když v komunálních volbách v roce 1998 kandidoval za ČSSD do Zastupitelstva obce Polnička v okrese Žďár nad Sázavou, ale neuspěl. Podařilo se mu to až v komunálních volbách v roce 2002. Mandát zastupitele obce obhájil v komunálních volbách v roce 2006 jako člen ČSSD na kandidátce subjektu "Sdružení nezávislých 2006 ". V komunálních volbách v roce 2010 kandidoval jako člen ČSSD na kandidátce subjektu "Sdružení pro Polničku", ale neuspěl. Působil také jako radní obce a angažoval se ve Finančním výboru Zastupitelstva obce Polničky.
Do vyšší politiky vstoupil, když byl v krajských volbách v roce 2008 zvolen za ČSSD do Zastupitelstva Kraje Vysočina a vzápětí i radním kraje pro sociální oblast, protidrogovou prevenci a multikulturní spolupráci. Mandát krajského zastupitele obhájil v krajských volbách v roce 2012 a opět byl zvolen radním kraje, tentokrát pro oblast sociálních věcí a prorodinné politiky. Angažoval se také jako člen Rady hospodářské a sociální dohody Kraje Vysočina. 10. září 2016 rezignoval na mandát krajského radního a krajského zastupitele v souvislosti se svým jmenováním náměstkem ministryně práce a sociálních věcí. V krajských volbách v říjnu 2016 opět kandidoval za ČSSD a získal mandát v Zastupitelstvu Kraje Vysočina, na mandát však rezignoval ještě před ustavujícím jednáním zastupitelstva 1. listopadu 2016.
Ve volbách do Poslanecké sněmovny PČR v roce 2013 kandidoval za ČSSD v Kraji Vysočina, ale neuspěl.
V lednu 2014 se stal kandidátem ČSSD na post ministra práce a sociálních věcí v případné vládě Bohuslava Sobotky, avšak záhy se vzdal nominace kvůli vážným osobním důvodům. Novou ministryní práce a sociálních věcí se pak stala Michaela Marksová-Tominová. Ta jej od 1. srpna 2016 jmenovala svým politickým náměstkem. V lednu roku 2017 přešel z pozice politického náměstka na ministerstvu práce a sociálních věcí na politického náměstka mínistra pro lidská práva, rovné příležitosti a legislativu, kde působil do prosince 2017.
Dne 18. května 2018 jej schválilo předsednictvo ČSSD jako kandidáta na post ministra práce a sociálních věcí ČR v menšinové vládě s hnutím ANO a dne 27. června 2018 jej prezident Miloš Zeman do této vlády jmenoval. Dne 17. července 2018 pak v návaznosti na pochybnosti ohledně své bakalářské práce oznámil rezignaci na ministerský post, prezident ji přijal o den později. Dne 19. července 2018 pak rezignoval na veškeré stranické funkce.

## Kontroverze

### Plagiátorství (Bc.)
V červenci 2018 přinesl zpravodajský server Seznam Zprávy zjištění řady podobností textu bakalářské práce Petra Krčála s odbornými publikacemi a dalšími pracemi. Stalo se tak pouhý týden poté, co v návaznosti na zjištění plagiátorství ve dvou diplomových pracích, oznámila svoji rezignaci na post ministryně spravedlnosti Taťána Malá.
Zkoumání Krčálovy bakalářské práce, kterou obhájil v roce 2007 na Institutu mezioborových studií Univerzity Tomáše Bati ve Zlíně, probíhalo ve dvou fázích. Nejprve pracovníci Seznam Zpráv využili specializovaný program na kontrolu plagiátů, který v Krčálově práci nalezl podobnost ve 14 % textu. Následně byl text bakalářské práce podroben ruční analýze, při které pracovníci Seznamu zadávali pasáže z Krčálovy práce do internetových vyhledávačů; tímto způsobem byly zjištěny další podobnosti.
Krčálová bakalářská práce na téma "Mládež a volný čas" vykazuje největší shodné množství textu s bakalářskou prací "Instituce volnočasových aktivit pro eliminaci patologických jevů u dětí a mládeže", která byla obhájena o rok dříve, taktéž na Institutu mezioborových studií. Na celkem 25 stranách textu Krčál uvádí text identický s dřívější prací, či text uvádí pouze s pozměněným rodem. Ve zmiňovaných pasážích se shodují rovněž citace pod čarou, které mají pouze pozměněn údaj data jejich citování. Shodné pasáže jsou v největší míře koncentrovány do úvodu práce, ovšem i v dalších částech lze nalézt výrazné podobnosti či např. zcela identický diagram. V práci se taktéž nachází řada neocitovaných odstavců z odborných knih, které tak Krčál de facto vydává za svoje originální myšlenky.
Ministr odmítl nabídku reportérů Seznamu na prezentaci shodných pasáží a uvedl, že na práci pracoval dlouho a čerpal v ní hlavně ze svých zkušeností, dále se odvolal na vedoucího své bakalářské práce slovy: „Měl jsem přísného vedoucího a ten mě za můj přístup pochválil. Věřím jeho posudku.“ Vedoucí Krčálovy bakalářské práce František Vízdal v posudku k práci uvedl, že předmětná práce byla nadprůměrná a ocenil Krčála, že „pracoval samostatně, odpovědně, iniciativně a s entuziasmem.” Krčálova bakalářská práce byla ohodnocena stupněm A.
Na Krčálovu práci se následně zaměřili také experti na odhalování plagiátů z Vysoké školy ekonomické v Praze. Dle jejich zjištění je v práci opsáno 40 stran, přičemž celkový rozsah práce včetně příloh je 84 stran, z toho 65 stran textu. Práci označují jako "mix cizích zdrojů" a uvádí: "Jedná se tedy o jistou formu plagiátorství.“
Krčál v návaznosti na tato zjištění svolal tiskovou konferenci na které oznámil svou rezignaci na funkci ministra práce a sociálních věcí. Předseda ČSSD a 1. místopředseda vlády Jan Hamáček pak oznámil, že Krčála na ministerském postu nahradí Jana Maláčová.

### Plagiátorství (Mgr.)
V červenci 2018, po Krčálově rezignaci na ministerský post, bylo odhaleno plagiátorství v jeho diplomové práci s názvem "Volný čas dospělých", kterou vypracoval v roce 2009 na soukromé Univerzitě Jana Amose Komenského v Praze. Prvních 17 stran Krčálovy diplomové práce je zcela identických s jeho dříve vypracovanou problematickou bakalářskou prací. Krčál pouze v některých formulacích obsahujících slovo "bakalářská" nahradil slovem "diplomová", avšak nedokonale, neboť v některých částech diplomové práce se stále objevují variace slova "bakalářská". V práci se také objevují stejné nedokonalosti jako: "Ve své bakalářské práce chci najít odpověď..." a upravená diplomová verze: "Ve své diplomové práce chci najít odpověď...".
Dle vyjádření univerzity podle dochované studijní dokumentace Krčál studoval úspěšně a diplomovou práci, která splnila všechny formální náležitosti, obhájil řádně. V době obhajoby Krčálovy práce univerzita nepoužívala antiplagiátorský systém, začala ho používat až v roce 2012.